# Nuvole (film)
Nuvole (Clouds) è un film statunitense del 2020 diretto e prodotto da Justin Baldoni.
È basato sul libro di memorie Fly a Little Higher: How God Answered a Mom's Small Prayer in a Big Way di Laura Sobiech ed è incentrato sull'ultimo anno di vita di Zach Sobiech, ragazzo morto a causa di un sarcoma osseo a 18 anni, che aveva emozionato il mondo con la sua canzone Clouds.

## Trama
Autunno 2012. Zach è un ragazzo di quasi 18 anni affetto da un raro sarcoma osseo ma che ciononostante non sembra volersi arrendere al suo destino e, dopo anni di chemioterapia, continua a coltivare amicizie e insegue sempre il suo sogno di diventare un cantante.
La sera di uno spettacolo scolastico, Zach si esibisce con una spassosa versione acustica di Sexy and I know it, sostituendosi alla sua migliore amica Sammy che aveva rinunciato ad esibirsi per la propria paura del palcoscenico. Tornato a casa dopo lo spettacolo, Zach parla su Facebook con una ragazza della scuola, Amy Adamlie, che si è invaghita di lui, e le propone un picnic. Racconta della cosa a Sammy in ospedale e Sammy confessa di aver parlato con Amy, raccontandole della malattia e di come Zach sia un tipo speciale, poi si esibisce con un brano appena scritto da lei stessa, Blueberries.
Il giorno dell'appuntamento però Zach ha una forte tosse, e sua mamma Laura, preoccupata, decide di passare dall'ospedale. Qui i medici scoprono che Zach ha un polmone collassato e deve essere operato subito. Zach viene quindi portato in sala operatoria, mentre Amy lo aspetta invano al parco. Zach si risveglia dopo l'operazione, e sente la dottoressa parlare con i suoi genitori: il problema del polmone collassato è stato risolto, ma il cancro ha raggiunto ormai lo stadio avanzato: Zach è un malato terminale, e ha dai 6 ai 10 mesi.
Zach cerca allora di nascondersi da Amy per paura di confessarle ciò che gli sta succedendo. A scuola, il Signor Weaver, il professore di lettere di Zach, consegna ai ragazzi la scrittura di un tema per il college. La terza traccia è una frase della poetessa Mary Oliver: che cosa vuoi fare della tua unica folle e preziosa vita?
Dopo la fine della lezione, Zach viene raggiunto da Amy, che chiede spiegazioni per il suo comportamento. Zach inizialmente non le risponde, ma quando Amy si allontana, le confessa di essere un malato terminale: la ragazza scoppia a piangere e i due si abbracciano. La mamma di Zach organizza un viaggio per Lourdes nell'inverno 2012, nella speranza disperata di una miracolosa guarigione per il figlio. Prima di partire, Zach viene raggiunto da Amy, che, nonostante la situazione del ragazzo, vuole comunque stare insieme a lui.
Tornato dalla Francia, Zach riceve una sorpresa da Sammy: l'amica ha due biglietti per il concerto al Metropolitan di Minneapolis di Jason Mraz. Sammy dice a Zach che potrebbe portarci Amy, ma Zach insiste affinché venga anche l'amica. I tre vanno così al concerto, e qui Zach chiede ad Amy di andare al ballo di fine anno con lui. 
Tornato dal concerto però, Zach ha un attacco di panico e decide, nel cuore della notte, di andare da Sammy. Qui scopre accidentalmente che l'amica è attratta da lui leggendo per scherzo il suo diario, e poi i due iniziano a scrivere la loro prima canzone: Fix me up. Registrano il video e Sammy lo carica su YouTube.
In uno dei giorni seguenti, Amy raggiunge Zach a casa sua, e i due fantasticano sulla vita che vorrebbero avere da grandi, poi si addormentano. La mattina Zach si sveglia e sua madre gli fa vedere il computer: il brano caricato da Sammy ha raggiunto le 20.000 visualizzazioni. Nel corso della stessa mattinata raggiunge le 50.000, ma, nella pista di atletica della scuola, Zach ha un nuovo crollo, poiché sa che il suo sogno di diventare un cantante non raggiungerà mai la fine che avrebbe voluto. Zach poi resta disteso sulla pista di atletica, mentre Sammy piange nei bagni della scuola, quando viene raggiunta da Amy che la consola. Il Signor Weaver invece raggiunge Zach, e scopre dal ragazzo lo stadio della sua malattia. Il professore però reagisce dicendo al ragazzo che non deve mollare, poiché ha tanto da dare al mondo.
Anche il rapporto tra Zach e i suoi genitori viene molto complicato dalla malattia, perciò suo padre Rob decide di fargli un regalo: una GT-R in prestito per una settimana, la macchina che Zach sognava. I due fanno un giro in macchina cantando a squarciagola In too deep, poi Amy, chiamata da Rob, li raggiunge e Rob torna a casa. Zach e Amy vanno a casa della ragazza; Zach canta per Amy "My little dancer". I due stanno per fare l'amore per la prima volta, ma Zach ha un attacco di panico, fugge da casa di Amy e sale in macchina, sfiorando l'incidente. Questo porta a una rottura del loro rapporto.
Primavera 2013. Il Signor Weaver va a casa Sobiech con una notizia grandiosa: la BMI è interessata alla musica di Zach e Sammy, e vuole che i due vadano a New York per firmare il primo contratto per la pubblicazione del loro primo album: nascono quindi gli "A firm handshake". Nel viaggio di ritorno, Zach viene ispirato dal suono dell'annuncio dell'aereo per la composizione di una nuova canzone: Clouds, una canzone di addio. La canzone diventa in breve virale in tutta l'America, e Zach con la sua famiglia crea il fondo Zach Sobiech per l'osteosarcoma, per aiutare bambini come Zach. Il successo di "Clouds" è tale che la canzona viene trasmessa in radio, e il Metropolitan chiama Zach perché lui vada a fare un concerto lì, con Sammy, che però sembra alquanto spaventata dall'idea.
Zach vuole ricucire la relazione con Amy: va quindi a cercarla nella palestra dove lei si allena per danza, e insieme vanno vicino ad un recinto di cavalli: qui si confessano amore a vicenda, e poi Amy scopre che Zach le ha regalato un puledrino (la ragazza aveva detto a Zach tempo prima di desiderare molto un cavallo). Zach dimostra anche il lato più scherzoso della sua personalità a sua madre, quando i due sono impegnati nel compilare la richiesta di trattamento anticipata. 
Tuttavia, la condizione di Zach peggiora sempre di più, tanto da mettere a rischio il fatto che Zach possa arrivare al diploma. Sammy ha perciò l'idea di raggruppare in un'unica festa diploma e ballo di fine anno, e di farla proprio al Metropolitan. La famiglia di Zach, Amy e Sammy cominciano quindi ad organizzare la festa, ma il giorno di essa Zach si sente male. Il medico lo visita e dice alla sua famiglia che ormai potrebbero mancare giorni o addirittura ore. Zach fa promettere alla sua famiglia di andare ugualmente alla festa, mentre Amy starà con lui a casa. Ma quando Amy lo raggiunge, trova il ragazzo in piedi e vestito per il ballo, deciso ad andarci.
Al ballo, Sammy canta How to go to confession, mentre Zach e Amy ballano insieme, poi Zach sale sul palco e tiene un bellissimo discorso, dove si definisce "un ragazzo che è andato su combattendo, e non ha perso", poi canta Clouds. Durante la performance però, Zach ha un malore ed è costretto a smettere di cantare. Il pubblico canta la canzone per lui, dimostrandogli tutto l'amore che prova.
Zach muore qualche giorno dopo il concerto. Al ritorno dal funerale, sua mamma trova uno scritto di Zach: è il tema che il Signor Weaver gli aveva consegnato. Nella sua ultima testimonianza, Zach rivela come il suo unico scopo della vita sia stato quello di rendere felici le persone, dopodiché chiude con "Spero che la mia storia possa insegnare a tutti che non devi sapere che stai morendo, per cominciare a vivere".
L'estate successiva, Sammy, Amy e alcuni amici di Zach sono in vacanza e chiedono ad un passante di scattare loro una foto: Sammy la guarda e nota che dietro di loro ci sono delle nuvole, che formano quella che sembra tanto una "Z".

## Personaggi e interpreti
- Zach Sobiech, interpretato da Fin Argus. Figlio di Rob e Laura
- Sammy Brown, interpretata da Sabrina Carpenter. La migliore amica di Zach.
- Amy Adamle, interpretata da Madison Iseman. La fidanzata di Zach.
- Signor Milton Weaver, interpretato da Lil Rel Howery. Insegnante di lettere di Zach.
- Rob Sobiech, interpretato da Tom Everett Scott. Il padre di Zach e il marito di Laura.
- Laura Sobiech, interpretata da Neve Campbell. La madre di Zach e la moglie di Rob.
- Grace Sobiech, interpretata da Summer H. Howell. La sorella minore di Zach.
- Alli Sobiech, interpretata da Vivien Endicott-Douglas. La sorella maggiore di Zach.
- Sam Sobiech, interpretato da Dylan Everett. Il fratello maggiore di Zach.
- Jason Mraz come se stesso.

La moglie di Justin Baldoni, Emily Baldoni, appare come una giornalista della CNN. Molti dei veri conoscenti di Zach Sobiech hanno fatto dei cameo nel film. Settanta amici e familiari di Zach sono entrati in scena durante le riprese della folla durante il concerto di Jason Mraz e il concerto alla fine del film. L'amico nella vita reale di Zach, Mitchell Kluesner, che essenzialmente interpreta se stesso, appare nella scena della classe seduto dietro Zach. La vera Grace Sobiech appare come una studentessa delle superiori all'inizio del film, mentre la vera Amy Adamle appare insieme a Madison Iseman nello studio di danza e nel momento in cui Zach chiede ad Amy di andare al ballo con lui. La vera Sammy Brown invece è la ragazza che, nel pubblico del Metropolitan, inizia per prima a cantare Clouds.

## Produzione
Nel febbraio 2016 è stato annunciato che la Warner Bros. aveva acquisito i diritti del libro di memorie Fly a Little Higher: How God Answered a Mom's Small Prayer in a Big Way di Laura Sobiech, con Justin Baldoni che avrebbe diretto il film. Nel settembre 2019 Fin Argus, Madison Iseman e Sabrina Carpenter si sono uniti al cast del film. Nell'ottobre 2019 Neve Campbell, Tom Everett Scott e Lil Rel Howery si sono uniti al cast del film.

### Riprese
Le riprese sono iniziate il 16 ottobre 2019. La maggior parte sono state girate a Baie-D'Urfé, Quebec, Canada e a Sainte-Anne-de-Bellevue sempre in Quebec. Una parte è stata girata alla Heritage Regional High School. Le riprese sono terminate il 27 novembre 2019.

## Distribuzione
Il 14 maggio 2020 è stato annunciato che Disney+ aveva acquisito i diritti di distribuzione del film dalla Warner Bros., alla luce dell'impatto della pandemia COVID-19 sull'industria cinematografica. Nuvole è stato rilasciato il 16 ottobre 2020 su Disney+.

## Colonna sonora
COLONNA SONORA COMPLETA:
- Galaxies di Isabella Richardson
- Sexy and I know it di Fin Argus
- Blueberries di Sammy Brown, cantata da Sabrina Carpenter
- I'm yours di Jason Mraz
- Afterthoughts di renforshort
- Fix me Up di Zach Sobiech e Sammy Brown, cantata da Fin Argus e Sabrina Carpenter
- My Little Dancer di Fin Argus, ispirata da degli scritti di Zach Sobiech, come raccontato negli Extra del Film "Beyond the Clouds"
- Star Hopping di Sammy Brown e Zach Sobiech
- Clouds di Zach Sobiech, cantata da Fin Argus e Sabrina Carpenter
- Saturn di Sleeping At Last
- Ames di Sammy Brown e Zach Sobiech
- How to go to confession di Sammy Brown, cantata da Sabrina Carpenter
- Wild life di OneRepublic
- Sandcastles di Zach Sobiech e Sammy Brown
- Purple pink di Sammy Brown

## Accoglienza
Sul sito aggregatore di recensioni Rotten Tomatoes il film ha un indice di gradimento del 75%, basato su 24 recensioni, con un punteggio medio di 6,60/10, il consenso della critica recita: "Anche se le sue oscillazioni emotive a volte mancano, Nuvole vola più in alto della maggior parte dei film per giovani adulti e dimostra la maestria del regista Justin Baldoni dietro la macchina da presa". Metacritic ha assegnato al film un punteggio medio ponderato di 55 su 100, basato su 7 critici, indicando "recensioni miste o medie" ("Mixed or average reviews").
Common Sense Media ha dato al film 4 stelle su 5, affermando: "I genitori devono sapere che Nuvole è la storia vera, spesso anche triste, di Zach Sobiech (Fin Argus), un adolescente a cui è stato diagnosticato un cancro terminale che è diventato noto a molti grazie alla sua canzone di successo Clouds, che è stata registrata negli ultimi mesi della sua vita. Ma il film ha un tono generalmente positivo, grazie alla naturale buona natura di Zach. In una scena di apertura, canta Sexy and I Know It di fronte ad un pubblico di liceali, ballando in modo suggestivo e trasmettendo sia popolarità che un senso dell'umorismo autoironico. Le scene lo mostrano alle prese con una malattia, che si sottopone alle chemioterapia, che viene portato d'urgenza in ospedale per un intervento chirurgico d'urgenza e di fronte alla propria diagnosi terminale. Di tanto in tanto reagisce con rabbia ed inganno al suo destino, inclusa una scena nella quale rischia di andarsi a schiantare guidando un'auto. È anche consapevole del dolore che sta portando ai suoi cari, inclusa la sua famiglia, la sua ragazza, e alla sua migliore amica, che mostrano coraggio e compassione nel gestire la malattia di Zach. Le scene con la sua ragazza includono alcuni baci, coccole a letto, vaghi riferimenti al sesso e rimozione di uno strato esterno di vestiti. La fede cattolica è implicita, soprattutto in un viaggio a Lourdes, in Francia. Il film è tratto dal libro della madre di Sobiech".
Dopo l'uscita del film, la canzone Clouds cantata da Zach Sobiech è arrivata per la seconda volta nella classifica delle canzoni di iTunes al 1° numero, 7 anni dopo la sua morte. Sobiech diventa così il primo artista senza un contratto discografico a raggiungere tale obiettivo.

## Riconoscimenti
- 2020 – Heartland Film Festival[18]
  - Vinto - Premio per immagini davvero commoventi